# 世良譲
世良 譲（せら ゆずる、1932年3月10日 - 2004年2月17日）は、日本のジャズピアニスト。本名は世良 哲壮（せら てっそう）。

## 略歴
島根県大原郡木次町（現在の雲南市）出身。明治大学在学中の1950年から、プロ活動を始め、奥田宗宏とブルースカイ・オーケストラなどに在籍した。
1965年、白木秀雄クインテットの一員としてベルリン・ジャズ・フェスティバルに出演し、国際的に注目を浴びる。
1974年から7年間、TBSテレビ「サウンド・イン"S"」に出演し、軽妙な語りで広く親しまれた。
1988年、世良譲トリオ自己のトリオとしてモントルー・ジャズ・フェスティバルに出演し、スイス放送曲より絶賛される。
2003年、南里文雄賞を受賞した。
2004年2月17日午後2時19分、多臓器不全のため東京都品川区の病院で死去した。71歳没。

## テレビドラマ出演
- 月曜ドラマランド / ピンクのラブソング（1986年1月27日、フジテレビ）
- 銀河テレビ小説 / 独身送別会（1988年、NHK）
- PRIO / サロントークタッチ番宣（1987年 - 1989年?、テレビ朝日）

## 映画出演
- 汚れた英雄 / パーティー会場で演奏するピアニスト 役（1982年、角川映画）

## ラジオ出演
- ナイト・スピン・ナゴヤ（東海ラジオ放送）
- FM Sunday Studio〜夜は恋人〜（エフエム東京）

## CM出演
TVCM
- 浅田飴 - 黒柳徹子の対談編（1980年代）
- 石州セラミカ （1980年代）